# Lasiancistrus
Lasiancistrus (Лазіанциструс) — рід риб триби Ancistrini з підродини Hypostominae родини Лорікарієві ряду сомоподібні. Наукова назва походить від грецьких слів asios, тобто «волохатий», та agkistrodon — «гак».

## Опис
Загальна довжина представників цього роду коливається від 4 до 23 см. Голова доволі велика, масивна, з нахилом від спинного плавця. Очі середнього або маленького розміру. Морда у самців майже квадратної форми, у самиць — округлої. Уздовж краю морди присутні кісткові пластинки.на краю морди є напівпрозорі вирости. На щоках присутні тонкі, вусоподібні одонтоди (шкіряні зубчики) — у самці вони трохи довші. Губи широкі, з сосочками: на верхній губі вони менші ніж на нижній. Тулуб сильно сплощений, широкий з широкими пластинками. На череві пластини не повністю вкривають шкіру. Спинний плавець великий, широкий, високо піднято. Жировий плавець крихітний. Грудні плавці довгі, з короткою основою. У статевозрілих самців на шипах грудних плавців присутні м'ясисті вирости. Черевні плавці довгі, але поступаються грудним плавцям. Анальний плавець витягнутий, з крихітною основою. Хвостовий плавець роздвоєно або з виїмкою.
Забарвлення коричневе або чорне з білими чи чорними плямами різного розміру у кожного з видів.

## Спосіб життя
Це демерсальні риби. Воліють до прісних водойм. Віддають перевагу лісовим невеличким річкам з м'яким дном та швидкою течією. Живляться водоростями і дрібними безхребетними.

## Розповсюдження
Мешкають у басейні річок Амазонка, Оріноко, Мадейра, Гуапоре, Напо, Какета, Япура, Укаялі, Магдалена, Атрато, Туіра, Рупунуні, Баяно і озері Маракайбо (від Панами до Бразилії й Перу).

## Види
Відомо 7 видів
- Lasiancistrus caucanus Eigenmann, 1912
- Lasiancistrus guacharote (Valenciennes, 1840)
- Lasiancistrus heteracanthus (Günther, 1869)
- Lasiancistrus saetiger Armbruster, 2005
- Lasiancistrus schomburgkii (Günther, 1864)
- Lasiancistrus tentaculatus Armbruster, 2005
- Lasiancistrus wiwa Poveda Cuellar, Conde-Saldaña, Villa-Navarro, Lujan & Santos, 2023[2]